# The Blue Knight
The Blue Knight is een Amerikaanse televisieserie die in de VS werd uitgezonden van 1975 tot en met 1976, met George Kennedy in de hoofdrol als wijkagent Bumper Morgan. In Nederland werd de serie uitgezonden vanaf 3 juni 1977.

## Verhaal
William “Bumper” Morgan is al ruim twintig jaar politieagent bij de Los Angeles Police Department en loopt tegen zijn pensioen. Hij heeft alle mogelijkheden tot promotie geweigerd omdat hij houdt van het werk dat hij doet, “zijn” wijk beschermen tegen kwaadwillenden. Bumper is een agent van de oude stempel, die zaken in zijn wijk het liefst op zijn eigen manier oplost. Door zijn grote ervaring en indrukwekkende gestalte kan Bumper bij conflicten de rust vaak zonder geweld herstellen. Dat hij soms wat door de vingers ziet om de rust in zijn wijk te behouden neemt hij voor lief.

## Achtergrond
De serie is gebaseerd op de gelijknamige roman van Joseph Wambaugh en de film die in 1973 van de roman werd gemaakt met William Holden in de hoofdrol. De film ‘The Blue Knight’ was een groot succes, evenals de mini-serie die op de film volgde, eveneens met Holden in de hoofdrol. CBS wilde vervolgens graag een wekelijkse televisieserie laten maken over Bumper Morgan. Net als in de film en de mini-serie wilde men Holden voor de hoofdrol. Holden weigerde echter, waarna George Kennedy werd aangezocht. ‘The Blue Knight’ kan worden beschouwd als een voorloper van ‘Hill Street Blues’ ook een serie waar het werk van straatagenten op realistische wijze in beeld werd gebracht. Kennedy baseerde zijn personage van Bumper Morgan op de straatagent van de buurt waar hij opgroeide. Groot verschil tussen de film en de televisieserie is dat de serie een minder spreekvaardige Bumper laat zien. Waar Holden op een meer intellectueel vlak converseert daar gebruikt Kennedy meer zijn vuisten. Een ander groot verschil was de fysieke verschijning. Bumper Morgan wordt door Wambaugh beschreven als een man van rond de honderddertig kilo, een gewicht dat meer paste bij George Kennedy dan bij Holden.

## Joseph Wambaugh
“The Blue Knight” was een schepping van auteur Joseph Wambaugh. Wambaugh was veertien jaar lang politieagent en rechercheur voor hij zich volledig ging richten op het schrijven. Zijn eerste boeken “The New Centurions” en “The Blue Knight” waren een ode aan de veteranen in het politiekorps. Mannen waarbij Wambaugh zelf zijn opleiding had genoten. Later werden zijn boeken, als bijvoorbeeld “The Choir boys”, zwarter van toon en was er meer kritiek op de politieleiding en de rechtspraak.

## Afleveringen
Seizoen 1:
- Two to make deadly
- Tripple threat
- Odds against tomorrow
- A fashionable connection
- Cop killer
- The creeper
- The candy man
- Mariachi
- Snitch’s karma
- A slower beat
- To kill a tank
- The pink dragon
- Everybody needs a little attention

Seizoen 2:
- Bull’s eye
- A slight case of murder
- Upward mobility
- The Rose and the gun
- Everything in life is 3 to 1
- A matter of justice
- The great wall of Chinatown
- Point of view
- Throwaway
- Death echo
- The Man